# Uwe Scherpen
Uwe Scherpen (* 6. Februar 1963 in Köln-Mülheim) ist ein deutscher Badmintonspieler. 

## Karriere
Uwe Scherpen gewann nach zahlreichen Nachwuchstiteln 1982 mit Gold im Herreneinzel seine erste Medaille bei den deutschen Meisterschaften der Erwachsenen. Ein Jahr später wurde er Vizemeister in der gleichen Disziplin und 1986 erneut Meister. 1988 gewann er seinen einzigen Titel im Herrendoppel. International siegte er 1984 bei den Swiss Open. 1983 und 1985 nahm er an der Badminton-Weltmeisterschaft teil.

## Sportliche Erfolge
| Saison    | Veranstaltung                        | Disziplin    | Platz | Name                                                                              |
| --------- | ------------------------------------ | ------------ | ----- | --------------------------------------------------------------------------------- |
| 1975/1976 | Deutsche Einzelmeisterschaft U14     | Herrendoppel | 2     | Michael Ferlings / Uwe Scherpen (SC Bayer 05 Uerdingen / Kölner FC Blau Gold)     |
| 1975/1976 | Deutsche Einzelmeisterschaft U14     | Herreneinzel | 1     | Uwe Scherpen (Kölner Federballclub BG)                                            |
| 1975/1976 | Westdeutsche Einzelmeisterschaft U14 | Herrendoppel | 1     | Scherpen Uwe / Ferlings Michael (Kölner Federballclub BG / SC Bayer 05 Uerdingen) |
| 1975/1976 | Westdeutsche Einzelmeisterschaft U14 | Herreneinzel | 1     | Scherpen Uwe (Kölner Federballclub BG)                                            |
| 1976/1977 | Deutsche Einzelmeisterschaft U14     | Herreneinzel | 1     | Uwe Scherpen (Kölner Federballclub BG)                                            |
| 1976/1977 | Deutsche Einzelmeisterschaft U14     | Mixed        | 1     | Uwe Scherpen / Claudia Dorrenbach (FC Langenfeld)                                 |
| 1976/1977 | Deutsche Einzelmeisterschaft U14     | Herrendoppel | 2     | Uwe Scherpen / Andras Merzenich (FC Langenfeld / DJK Stolberg)                    |
| 1976/1977 | Westdeutsche Einzelmeisterschaft U14 | Herreneinzel | 1     | Scherpen Uwe (Kölner Federballclub BG)                                            |
| 1976/1977 | Westdeutsche Einzelmeisterschaft U14 | Mixed        | 1     | Scherpen Uwe / Dorrenbach Claudia (FC Langenfeld)                                 |
| 1979/1980 | Deutsche Einzelmeisterschaft U18     | Herreneinzel | 1     | Uwe Scherpen (FC Langenfeld)                                                      |
| 1979/1980 | Westdeutsche Einzelmeisterschaft U18 | Herrendoppel | 1     | Scherpen Uwe / Heger Matthias (FC Langenfeld / BV Wesel Rot-Weiss)                |
| 1979/1980 | Deutsche Einzelmeisterschaft U18     | Herrendoppel | 1     | Matthias Heger / Uwe Scherpen (BV Wesel Rot-Weiss / FC Langenfeld)                |
| 1980/1981 | Westdeutsche Einzelmeisterschaft U18 | Herreneinzel | 1     | Scherpen Uwe (FC Langenfeld)                                                      |
| 1980/1981 | Westdeutsche Einzelmeisterschaft U18 | Herrendoppel | 1     | Scherpen Uwe / Wolf Peter (FC Langenfeld)                                         |
| 1980/1981 | Deutsche Einzelmeisterschaft U18     | Herreneinzel | 1     | Uwe Scherpen (FC Langenfeld)                                                      |
| 1980/1981 | Deutsche Einzelmeisterschaft U18     | Herrendoppel | 2     | Volker Renzelmann (Post SV Bremen) / Uwe Scherpen (FC Langenfeld)                 |
| 1980/1981 | Deutsche Einzelmeisterschaft U22     | Mixed        | 2     | Uwe Scherpen (FC Langenfeld) / Christiane Ruß (FC Langenfeld)                     |
| 1981/1982 | Deutsche Einzelmeisterschaft         | Herreneinzel | 1     | Uwe Scherpen (FC Langenfeld)                                                      |
| 1982/1983 | Deutsche Einzelmeisterschaft         | Herreneinzel | 2     | Uwe Scherpen (Schwarz-Weiß Köln)                                                  |
| 1982/1983 | Westdeutsche Einzelmeisterschaft     | Herreneinzel | 1     | Scherpen Uwe (BC SW Köln)                                                         |
| 1984      | Swiss Open                           | Herreneinzel | 1     | Uwe Scherpen                                                                      |
| 1984/1985 | Deutsche Einzelmeisterschaft U22     | Herreneinzel | 1     | Uwe Scherpen (BC SW Köln)                                                         |
| 1985/1986 | Deutsche Einzelmeisterschaft         | Herreneinzel | 1     | Uwe Scherpen (FC Langenfeld)                                                      |
| 1986/1987 | Deutsche Einzelmeisterschaft         | Herrendoppel | 3     | Uwe Scherpen / Gerhard Treitinger (Kölner FC Blau Gold / Fortuna Regensburg)      |
| 1987/1988 | Deutsche Einzelmeisterschaft         | Herrendoppel | 1     | Uwe Scherpen / Stephan Kuhl (FC Langenfeld)                                       |